# کرانه‌ای دیگر
کرانه‌ای دیگر (انگلیسی: Drugi brzeg) یک فیلم درام لهستانی به کارگردانی زبیگنیف کوژمینسکی است که در سال ۱۹۶۲ منتشر شد.

## گزیدهٔ بازیگران
- یوزف نوواک
- هالینا میکووایسکا
- فرانچیشک پیچکا
- یژی بینچیتسکی
- زجیسواف کارچفسکی
- ویتولد پیرکوش
- آدام مولارچیک
- زجیسواف کوژنیار
- آئوگوست کوالچیک
- کاژیمیش فابیشاک